# L'uomo di cera
L'uomo di cera (The Incredible Melting Man) è un film fanta-horror del 1977 diretto da William Sachs.

## Trama
Durante una missione presso gli anelli di Saturno, la navicella dell'astronauta Steve West viene travolta da un'esplosione solare. West perde conoscenza e si risveglia sulla terra, in un ospedale. Il corpo ha subito una mostruosa mutazione: la sua carne si sta sciogliendo lentamente. Devastato dalla sua condizione, West impazzisce e scappa dall'ospedale, uccidendo un'infermiera. Contro l'opinione del generale Perry, che vorrebbe mantenere segreta tutta la faccenda, il dottor Nelson e lo sceriffo Blake si mettono sulle tracce di West, che sembra mosso da una furia omicida e lascia dietro di sé una scia radioattiva.